# Camponotus phragmaticola
Camponotus phragmaticola är en myrart som beskrevs av Horace Donisthorpe 1943. Camponotus phragmaticola ingår i släktet hästmyror, och familjen myror. Inga underarter finns listade.